# Hybrid Theory
Hybrid Theory — дебютный студийный альбом американской рок-группы Linkin Park, спродюсированный Доном Гилмором и выпущенный 24 октября 2000 года лейблом Warner Bros., на следующий год после выпуска мини-альбома Hybrid Theory EP, состоявшего из шести эксклюзивных композиций, не вошедших в полноценный Hybrid Theory. Название для альбома было взято из предыдущего названия группы. Диск имел огромный коммерческий успех. В 2001 году в США было продано почти 5 миллионов копий альбома, что сделало Hybrid Theory самым продаваемым альбомом года в стране. Альбом поднялся на вторую позицию в американском чарте Billboard 200, а также занял высокие позиции в других мировых чартах. Hybrid Theory был записан на студии NRG Recording Studios, расположенной в Северном Голливуде, и спродюсирован Доном Гилмором. Тексты песен затрагивают проблемы вокалиста группы Честера Беннингтона, которые случились с ним во времена его юности, среди них: наркомания, постоянные ссоры и развод его родителей.
Четыре песни из альбома были выпущены в качестве синглов: «One Step Closer», «Crawling», «Papercut», и «In the End», все четыре сингла имели успех в различных хит-парадах и принесли группе большую известность. Особый коммерческий успех имел последний сингл группы, «In the End», занявший вторую позицию в чарте Billboard Hot 100. Песни «Runaway», «Points of Authority» и «My December» хотя и не были выпущены в качестве синглов, пользовались популярностью на радио альтернативной музыки. На 44-й церемонии «Грэмми» Hybrid Theory был номинирован на премию за «Лучший рок-альбом». Также в 2002 Linkin Park получили премию «Грэмми» за лучшее хард-рок-исполнение песни «Crawling». Специальное издание Hybrid Theory было выпущено 11 марта 2002, почти через полтора года после выхода оригинала. В 2005 году он обрёл «бриллиантовый» статус, присуждаемый RIAA. В 2020 году, в 20-ю годовщину выхода, было выпущено переиздание альбома, содержащее оригинальный альбом, альбом ремикс Reanimation, мини-альбом Hybrid Theory EP, а также различные би-сайды, демо, концертные треки и ремиксы.

## Предыстория

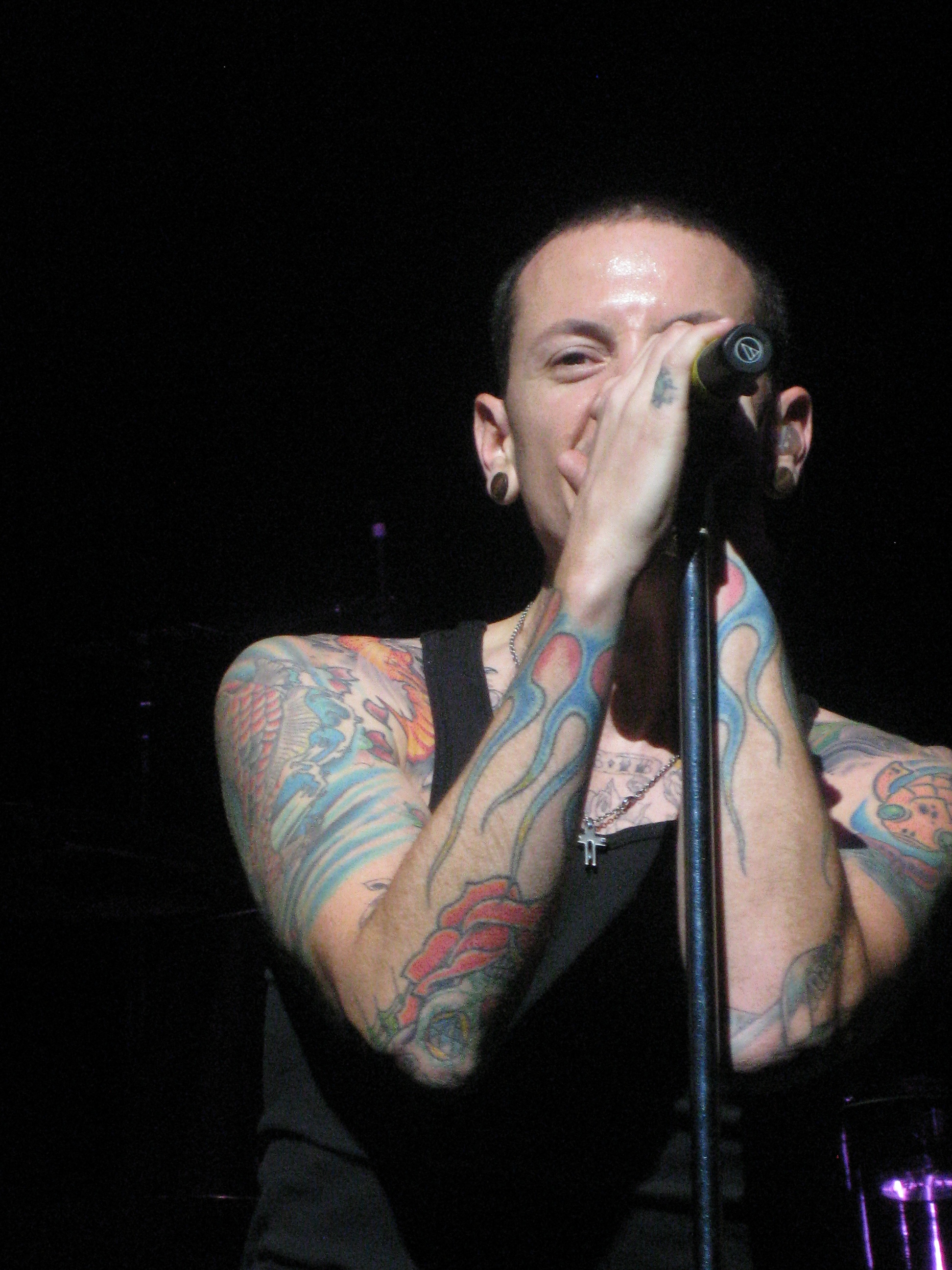
Честер Беннингтон на концерте в Техасе

Группа Linkin Park сформировалась в 1996 в Южной Калифорнии. SuperXero было первым названием группы (позднее сменилось на Xero), в состав которой входили Майк Шинода, его школьные друзья Брэд Делсон и Роб Бурдон, а также сосед Делсона по комнате в университетском общежитии Дэвид Фаррелл и колледжский друг Шиноды Джо Хан. Позже к ним присоединился Марк Уэйкфилд. После отказов многих лейблов от контракта Уэйкфилд покинул группу, решив, что у Xero нет будущего. В то же время Фаррелл оставит группу, чтобы отправиться в гастрольный тур с другой своей группой Tasty Snax.
Xero занялись поиском нового вокалиста: они отослали свою запись Джеффу Блю из Zomba Music, работавшему с ними до этого, и попросили отослать её кому-нибудь. 20 марта 1999 года, когда Блю позвонил в Аризону бывшему вокалисту группы Grey Daze Честеру Беннингтону, чтобы рассказать ему о Xero, тот праздновал свой 23-й день рождения. На следующий день, получив запись, Беннингтон тут же отправился в студию, записал, смонтировал вокал и сразу перезвонил Джеффу. Он прокрутил ему и музыкантам кассету с записью по телефону. Его голос произвел на них сильное впечатление, он тут же был приглашен на прослушивание, после чего был принят в группу. Секстет изменил своё название на Hybrid Theory и выпустил одноимённый мини-альбом. Для того, чтобы избежать судебных разбирательств с другой британской электронной группой Hybrid, они меняют своё название на Lincoln Park. А чтобы приобрести своё доменное имя, группа меняет название Lincoln Park на Linkin Park.

## Запись
Музыка, которая в итоге попала на альбом, была написана ещё в 1999 году, в качестве демозаписи, состоящей из 9 треков. Свои демо-треки группа отправила большинству крупных лейблов и нескольким независимым лейблам, но большинство из них вначале отказались издавать полноценный альбом. Однако несмотря на большое количество отказов, в 1999 году группа все-таки подписала контракт с Warner Bros. Records. Запись альбома началась в начале 2000 года, в Северном Голливуде, на студии NRG Recordings, и продолжалась 4 недели.
Несмотря на то, что найти продюсера для дебютного альбома новой группы было достаточно сложно, Linkin Park всё-таки смогли привлечь к сотрудничеству Дона Гилмора. Сведением треков занялся Энди Уоллес. По сравнению с ранними версиями треков, рэп-куплеты Шиноды претерпели значительные изменения, в то время как большинство припевов практически не изменилось. Из-за отсутствия бас-гитаристов Дэвида Фаррела и Кайла Кристенера, которые принимали участие в записи мини-альбома Hybrid Theory EP, группе пришлось пригласить Скотта Козиола и Яна Хорнбека в качестве замены им. Однако в большинстве треков басовые партии играл Брэд Делсон. Совместно с Linkin Park над музыкой к песне «With You» также работали The Dust Brothers.
Тексты песен для альбома написали Беннингтон и Шинода, основываясь на ранних записях группы, которые были сделаны вместе с бывшим вокалистом Марком Уэйкфилдом. Шинода характеризовал тексты для альбома как интерпретацию универсальных чувств, эмоций, и переживаний, а также как «каждодневные чувства, о которых вы говорите и думаете». В начале 2002 в интервью журналу Rolling Stone Беннингтон рассказал о написании песен:

Легко впасть в состояние «бедный я, бедный», вот откуда берутся песни вроде «Crawling»: я больше не могу терпеть себя. Но эта песня и о взятии ответственности за свои действия. В ней я ни разу не обращаюсь непосредственно к себе. И тем не менее она о том, что именно я — причина своих нынешних чувств. Внутри меня есть что-то, что тянет меня ко дну.
Оригинальный текст (англ.)It's easy to fall into that thing — 'poor, poor me', that's where songs like 'Crawling' come from: I can't take myself. But that song is about taking responsibility for your actions. I don't say 'you' at any point. It's about how I'm the reason that I feel this way. There's something inside me that pulls me down.

## Содержание
Записывая Hybrid Theory, Linkin Park вдохновлялись творчеством различных групп. Стиль пения Беннингтона находится под влиянием таких исполнителей, как Depeche Mode и Stone Temple Pilots, а риффы и техника игры гитариста Брэда Делсона вдохновлены Deftones, Guns N' Roses, U2 и The Smiths. Рэп Майка Шиноды, который присутствует почти в каждом треке, очень близок к стилю The Roots. Тексты песен прежде всего затрагивают проблемы Беннингтона, которые возникли у него во время его юности, а именно: жестокое обращение, постоянное и чрезмерное злоупотребление наркотиков и алкоголя, развод его родителей, изоляция, разочарования и чувства последствия неудачных отношений.
В конечном итоге 4 песни из альбома были выпущены в качестве синглов. «One Step Closer», заглавный сингл и второй трек на альбоме, был записан сразу после того, как Linkin Park закончили работу над треком «Runaway». Музыка в песне начинается с гитарных риффов и электронной перкуссии, а затем, во время бриджа, становится более тяжелой: начинают звучать искажённые эффектом дисторшн гитары и более быстрая игра на ударных. Фраза «Shut up when I’m talkin' to you!», которую Беннингтон несколько раз кричит в бридже, принесла группе дурную репутацию среди музыкальных критиков, хотя Тайлер Фишер с сайта Sputnikmusic
отметил, что «в отличие от большинства современных ню-метал-групп, „Shut up“ — самые грубые слова, которые можно услышать на альбоме». Съёмки клипа для песни проходили в одном из лос-анджелесских метро. Вскоре после выхода «One Step Closer» стала одним из главных хитов группы и получила сильную ротацию на MTV, а также на многих других музыкальных каналах.
Вторым синглом из альбома стала песня «Crawling». По словам Беннингтона, на написание «Crawling» его вдохновила его собственная борьба с алкогольной и наркотической зависимостью. «Это песня о чувстве, будто я не контролировал себя в плане наркотиков и алкоголя», — сказал он. В 2002 году песня выиграла «Грэмми» в номинации «Лучшее хард-рок-исполнение».
Песня «Papercut» стала третьим синглом из альбома. В тексте песни рассказывается о человеке, который страдает паранойей. В клипе показана группа, исполняющая песню в коридоре, напротив плохо освещенных комнат, на стенах которых нацарапаны слова из песни. В клипе были изображены различные сверхъестественные существа, а также, для создания отдельных сцен, вроде «удлиняющихся» пальцев Майкла или «вытягивающегося» лица Роба, были использованы спецэффекты.
Четвёртым и последним синглом стала песня «In The End». Тематика песни главным образом основана на личной неудаче человека. Считается, что песня символизирует окончание отношений, хотя она также может изображать обманутое доверие в долго продолжавшейся дружбе. В 2002 году музыкальный клип на эту песню выиграл MTV Video Music Award в номинации за «Лучшее рок-видео».
«Points of Authority», четвёртый трек в альбоме, имеет свой видеоклип, который можно найти на Frat Party at the Pankake Festival, первом DVD группы (на данном DVD также можно найти клип на раннюю версию «Cure for the Itch», который длится 55 секунд). Барабанщик Роб Бурдон описывает процесс записи песни:

Брэд написал этот рифф, затем пошёл домой. Майк решил разрезать его на различные части и переставить их на компьютере [...] Брэду пришлось учить свою собственную партию с компьютера.
Оригинальный текст (англ.)Brad wrote this riff, then went home. Mike decided to cut it up into different pieces and rearranged them on the computer [...] Brad had to learn his own part from the computer.

Что касается песни, Делсон похвалил мастерство Шиноды, охарактеризовав его как «гения» с талантом, «как у Трента Резнора».

## Приём

### Коммерческий успех
За первую неделю продаж в США было продано 50 000 копий альбома, благодаря чему Hybrid Theory занял 16 место в американском чарте Billboard 200. Спустя пять недель после выхода альбом получил сертификат золотого диска от Американской ассоциации звукозаписывающих компаний. В 2001 году в США было продано почти 5 миллионов копий альбома, что сделало Hybrid Theory самым продаваемым альбомом года в этой стране. По подсчетам, в начале 2002 года в среднем каждую неделю продавалось около 100 000 копий альбома. В 2005 году в США Hybrid Theory получил бриллиантовую сертификацию (что соответствует 10 млн проданных альбомов). К 15 августа 2017 года в США было продано 11 миллионов копий альбома. По всему миру было продано 30 миллионов копий.

### Реакция критиков
| Оценки критиков               | Оценки критиков |
| Источник                      | Оценка          |
| ----------------------------- | --------------- |
| AllMusic                      | [ 46 ]          |
| Classic Rock                  | 6/10            |
| Kerrang!                      | 5/5             |
| Melodic                       | [ 49 ]          |
| Melody Maker                  | [ 50 ]          |
| NME                           | 6/10            |
| Pitchfork                     | 7.6/10          |
| Q                             | [ 53 ]          |
| Rolling Stone                 | [ 54 ]          |
| The Rolling Stone Album Guide | [ 55 ]          |
| Christgau's Consumer Guide    | [ 56 ]          |

Hybrid Theory получил смешанные отзывы критиков. Журналы Rolling Stone, PopMatters, The Village Voice и сайты Sputnikmusic и Allmusic положительно отозвались об альбоме, в то время как журнал New Musical Express более негативно высказался о нём, отметив, что Hybrid Theory — обычный рок/метал-альбом, который не отличается особой оригинальностью.
Стефани Дикинсон из PopMatters отметила, что Linkin Park были «намного более сложны и талантливы, чем другие хард-рок группы», и утверждала, что «они будут продолжать удивлять нас и бросать вызов стандартной музыке». Журнал Q дал альбому 4 из 5 звезд. Роберт Кристгау из The Village Voice в своей рецензии написал, что «мужчинам не понять озлобленных мальчиков», и дал альбому две звезды (поощрительный отзыв), назвав треки «Papercut» и «Points of Authority» главными треками альбома. Дженни Элиску из Rolling Stone дала альбому две с половиной звезды и прокомментировала, что Hybrid Theory имел «столько же потенции, сколько альбомы Limp Bizkit или Korn», и назвала его альбомом, который «отражает расстройство жизни». Сайт Sputnikmusic дал альбому 3 из 5 звезд, сказав, что «Hybrid Theory выделяется, как определяющий мейнстримный альбом на рубеже веков, и не без причины», но назвал гитарные риффы на альбоме слишком мягкими и неоригинальными.
На ирландском сайте entertainment.ie альбому дали 3 из 5 звезд, сказав, что «их [Linkin Park] агрессивное сочетание метала и рэпа уже завоевало им многих фанатов, и легко понять, почему: они хорошо смотрятся, они могут многое сказать о себе, и они пишут громкие, безумно легко запоминающиеся песни». На сайте пришли к выводу, что Hybrid Theory был достойным дебютом, но Linkin Park должны продолжать расширять свой кругозор. Уильям Рульман, рецензент Allmusic, дал альбому 4 из 5 звезд, написав, что «Linkin Park звучат словно новички в уже переваренном музыкальном стиле», и назвал песню «One Step Closer» «типичной работой», указывая на текст песни.

### Награды
Hybrid Theory попал в несколько списков «обязательно должен быть», которые были составлены различными музыкальными изданиями, сайтами и другими средствами массовой информации. В 2012 году журнал Rock Sound назвал Hybrid Theory лучшим современным классическим альбомом последних пятнадцати лет. В 2013 году онлайн-магазин Loudwire внес Hybrid Theory в список лучших дебютных хард-рок-альбомов. Ниже представлен список наиболее известных наград и номинаций альбома:
| Издание                    | Страна         | Награда                                                             | Год  | Ранг |
| -------------------------- | -------------- | ------------------------------------------------------------------- | ---- | ---- |
| The Village Voice          | США            | Pazz & Jop                                                          | 2001 | 159  |
| Classic Rock               | Великобритания | The 100 Greatest Rock Albums of All-Time                            | 2005 | 72   |
| Rock and Roll Hall of Fame | США            | The Definitive 200                                                  | 2007 | 84   |
| Esli Jacinth               | США            | 1001 Albums You Must Hear Before You Die                            | 2006 | *    |
| Record Collector           | Великобритания | Best of 2001                                                        | 2001 | *    |
| Rock Sound                 | Франция        | Les 150 Albums De La Génération (Топ 150 лучших альбомов поколения) | 2006 | 58   |
| Rock Sound                 | США            | 101 Modern Classic Albums of the last 15 years                      | 2012 | 1    |
| Rock Hard                  | Германия       | The 500 Greatest Rock & Metal Albums of All Time                    | 2005 | 421  |

## Живое исполнение песен
Группа никогда не исполняла одновременно все песни из этого альбома на одном концерте, но в конце 2014 года на Download Festival это произошло. После выпуска альбома Meteora, песня «Forgotten» исполнялась только один раз. Песня «By Myself» последний раз исполнялась в 2003 году, а песня «Pushing Me Away» — в 2008. Альбомная версия песни «Cure For The Itch'» никогда не исполнилась, но её изменённая версия несколько раз исполнилась на концертах 2001, 2007 и 2011 годов.

## Список композиций
| №   | Название              | Автор(ы)                                  | Длительность |
| --- | --------------------- | ----------------------------------------- | ------------ |
| 1.  | «Papercut»            | Linkin Park                               | 3:05         |
| 2.  | «One Step Closer»     | Linkin Park, Скотт Козиол                 | 2:36         |
| 3.  | «With You»            | Linkin Park, Майкл Симпсон, Джон Кинг     | 3:23         |
| 4.  | «Points of Authority» | Linkin Park                               | 3:20         |
| 5.  | «Crawling»            | Linkin Park                               | 3:29         |
| 6.  | «Runaway»             | Linkin Park, Марк Уэйкфилд                | 3:04         |
| 7.  | «By Myself»           | Linkin Park                               | 3:10         |
| 8.  | «In the End»          | Linkin Park                               | 3:36         |
| 9.  | «A Place for My Head» | Linkin Park, Марк Уэйкфилд, Дэвид Фаррелл | 3:05         |
| 10. | «Forgotten»           | Linkin Park, Марк Уэйкфилд, Дэвид Фаррелл | 3:15         |
| 11. | «Cure for the Itch»   | Linkin Park                               | 2:37         |
| 12. | «Pushing Me Away»     | Linkin Park                               | 3:12         |

| №   | Название                  | Автор(ы)                          | Длительность |
| --- | ------------------------- | --------------------------------- | ------------ |
| 13. | «My December»             | Майк Шинода                       | 4:20         |
| 14. | «High Voltage»            | Майк Шинода, Джо Хан, Брэд Дэлсон | 3:45         |
| 15. | «One Step Closer» (Video) | Linkin Park                       | 2:55         |

| №   | Название                           | Автор(ы)                          | Длительность |
| --- | ---------------------------------- | --------------------------------- | ------------ |
| 13. | «My December»                      | Майк Шинода                       | 4:22         |
| 14. | «High Voltage»                     | Майк Шинода, Джо Хан, Брэд Дэлсон | 3:47         |
| 15. | «Papercut» (Recorded live at BBC1) | Linkin Park                       | 3:47         |

| №  | Название                                                | Автор(ы)                                  | Длительность |
| -- | ------------------------------------------------------- | ----------------------------------------- | ------------ |
| 1. | «Papercut» (Live at Docklands Arena, London)            | Linkin Park                               | 3:13         |
| 2. | «Points of Authority» (Live at Docklands Arena, London) | Linkin Park                               | 3:30         |
| 3. | «A Place for My Head» (Live at Docklands Arena, London) | Linkin Park, Марк Уэйкфилд, Дэвид Фаррелл | 3:11         |
| 4. | «My December»                                           | Майк Шинода                               | 4:20         |
| 5. | «High Voltage»                                          | Майк Шинода, Джо Хан, Брэд Дэлсон         | 3:45         |

## Участники записи
| Linkin Park - Честер Беннингтон — вокал - Майк Шинода — вокал, ритм-гитара («Crawling» и «Pushing Me Away»), клавишные («One Step Closer», «Points of Authority», «A Place for My Head», «Cure for the Itch» и «Pushing Me Away»), фортепиано («In the End», «Cure for the Itch», «My December» и «High Voltage»), сэмплы, программирование, рисунки - Брэд Делсон — гитара, бас-гитара - Джо Хан — тёрнтейблизм, семплинг, программирование - Роберт Бурдон — ударные Приглашенные музыканты - Ян Хорнбек — бас-гитара (1, 9 и 10 треки) - Скотт Козиол — бас-гитара («One Step Closer») - The Dust Brothers — секвенсор («With You») | Оформление - Фрэнк Мэддокс — графический дизайн - Джеймс Минчин III — фотография - Майк Шинода — рисунок солдата, эскизы, рисунки - Джо Хан — эскизы, рисунки Производство - Дон Гилмор — продюсер, звукорежиссёр - Стив Сиско — звукорежиссёр - Джон Юинг — дополнительный звукорежиссёр, pro tools - Мэтт Грифон — помощник звукорежиссёра - Энди Уоллес — сведение - Брайан Гарднер — мастеринг, цифровое редактирование |

## Чарты и сертификация
| Чарт (2001/2002)                                               | Наивысшая позиция |
| -------------------------------------------------------------- | ----------------- |
| Германия (Media Control Charts)                                | 2                 |
| Австралия (ARIA Charts)                                        | 2                 |
| Австрия (Ö3 Austria Top 40)                                    | 2                 |
| Бельгия (Ultratop) (Фландрия)                                  | 3                 |
| Бельгия (Ultratop) (Валлония)                                  | 13                |
| Канада (Canadian Albums Chart)                                 | 5                 |
| Дания (Hitlisten)                                              | 4                 |
| Нидерланды (MegaCharts)                                        | 13                |
| Франция (Syndicat National de l'Édition Phonographique)        | 17                |
| Финляндия (Mitä hittiä)                                        | 4                 |
| Италия                                                         | 2                 |
| Новая Зеландия (Recording Industry Association of New Zealand) | 1                 |
| Норвегия (VG-lista)                                            | 5                 |
| Швеция (Sverigetopplistan)                                     | 4                 |
| Швейцария (Schweizer Hitparade)                                | 5                 |
| Великобритания (UK Albums Chart)                               | 4                 |
| США (Billboard 200)                                            | 2                 |

| Страна         | Провайдер    | Сертификация          |
| -------------- | ------------ | --------------------- |
| Германия       | BVMI         | Пятикратно золотой    |
| Аргентина      | CAPIF        | Платиновый            |
| Австралия      | ARIA         | Четырежды платиновый  |
| Австрия        | IFPI         | Платиновый            |
| Бельгия        | IFPI         | Платиновый            |
| Бразилия       | ABPD         | Платиновый            |
| Канада         | Music Canada | Пятикратно платиновый |
| Дания          | IFPI         | Платиновый            |
| Европа         | IFPI         | Четырежды платиновый  |
| Финляндия      | IFPI         | Платиновый            |
| Франция        | SNEP         | Трижды платиновый     |
| Мексика        | AMPF         | Платиновый            |
| Нидерланды     | IFPI         | Платиновый            |
| Новая Зеландия | RIANZ        | Пятикратно платиновый |
| Польша         | ZPAV         | Платиновый            |
| Швеция         | IFPI         | Платиновый            |
| Швейцария      | IFPI         | Платиновый            |
| Великобритания | BPI          | Четырежды платиновый  |
| США            | RIAA         | Бриллиантовый         |

### Годовые чарты
| Чарт (2001)                         | Позиция |
| ----------------------------------- | ------- |
| Финляндия (Suomen virallinen lista) | 5       |

### Синглы
| 2000 | «One Step Closer» | 75 | 5  | 4 |
| 2001 | «Crawling»        | 79 | 5  | 3 |
| 2001 | «Papercut»        | -  | 32 | - |
| 2001 | «In the End»      | 2  | 1  | 3 |